# Салмова палата на тргу Храдчани у Прагу
Салмова палата на тргу Храдчани у Прагу позната као и мала Шванцербергова палата, је класицистичка згарада, која је 3. маја 1958. године проглашена за споменик културе у тадашњој Чехословачкој, а од 13. децембра 1995. као део заштићеног историјског центра Прага.

## Положај
Салмова палата се налази на тргу Храдчанске намести 1 у Првом округу Прага.

## Опште информације о палати
Салмова палата, која се назива и мала Шванцербергова палата, класицистичка је трокрилна зграда дворског типа са почасним двориштем на тргу Храдчани.
Изградњу је извео између 1800. и 1811. прашки надбискуп Вилијем Флорентин, принц Салм-Салм (Vilém Florentin Salm-Salm)  док је зграду пројектовао Франтишек Павичек (Павичхка) на месту где се некада налазило неколико мањих племићких резиденција.
Прашки надбискуп је наводно саградио ову зграду као стамбену зграду са становима за своје званичнике, али ови станови су заправо били врло изнад стандарда, чак и луксузни, у којима  су многе собе биле повезане у огроман апартман. Поред тога, зграда палате има и мало француско двориште (фр. cour d´honneur), затворено од трга само масивним гвозденим вратима.
Првобитно је била луксузна стамбена зграда, која је припадала Шварценберговима од 1811. године, и који су је повезали са суседном палатом Шварценберг.
Савремена историја палате довела је до њеног пустошења, све док 2004. године палату није преузела управе Националне галерије у Прагу, и реконструисао је као изложбени простор, заједно са реконструисаном суседном палатом Шварценберг.
У Салмовој палати је на 1. и 2. спрату од 17. октобра 2014. године постављена стална изложеност Националне галерије у Прагу, Уметност 19. века од класицизма до романтизма. Колекција уметности 19. века од класицизма до модернизма тренутно располаже са више од 9.000 слика и 5.000 скулптура. Основа колекције створена је захваљујући аквизицијским активностима Галерија слика Друштва отаџбинских пријатеља уметности и Модерне галерије, а легендарна куповина колекције француске уметности од стране чехословачке државе 1923. године допринела је темељном богаћењу ове колекције.
Приземље палате се користи за краће изложбе.

## Галерија
- Palác od východu (před rekonstrukcí)
- Večerní pohled na palác od východu (po rekonstrukci)
- Brána paláce
- Nádvoří paláce
- Salmovský palác, v pozadí Schwarzenberský palác